# Papyrus Oxyrhynque 5101

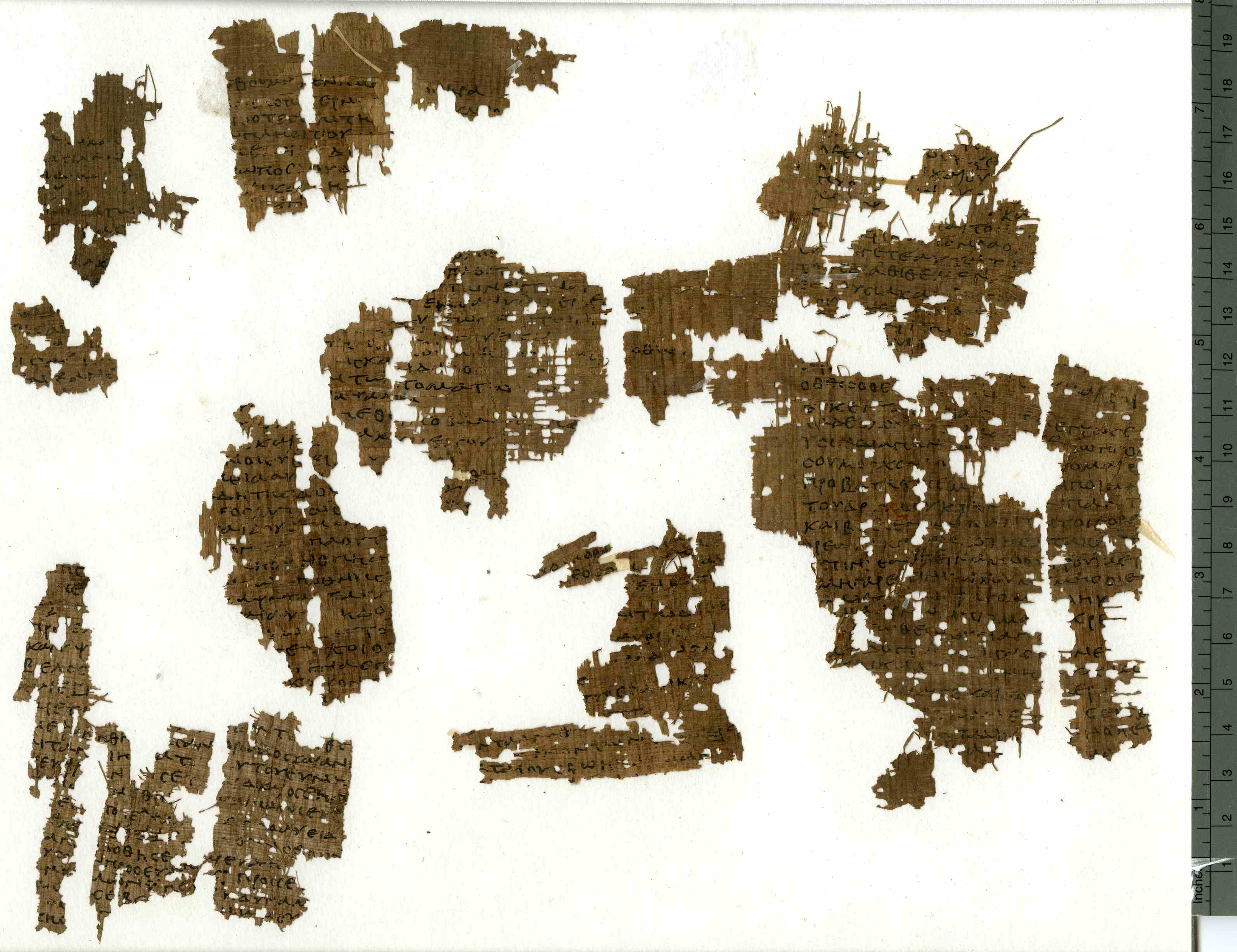
Papyrus Oxyrhynchus 5101

Papyrus Oxyrhynque 5101 (ou Papyrus Oxyrhynchus 5101, en abrégé P.Oxy.LXXVII 5101) désigne les fragments d'un manuscrit en langue grecque Koinè de la Septante (LXX), une version de la Bible hébraïque en langue grecque. Le manuscrit rend le nom divin en pleine en lettres hébraïques. Le manuscrit , en forme de volumen, est copié sur papyrus. Il a été daté entre 50 et 150.[réf. nécessaire]

## Description
Ces fragments contiennent les Psaumes 26:9-14; 44:4-8; 47:13-15; 48:6-21; 49:2-16; 63:6-64:5 selon la numérotation de la Septante.[réf. nécessaire]
Il fait partie des papyrus d'Oxyrhynque, ensemble de papyrus grecs anciens trouvés sur le site d'Oxyrhynque en Égypte.[réf. nécessaire]

## Emplacement
Le manuscrit est conservé à la Sackler Library (en) à Oxford (20 3B.36/J(4)B + 27 3B.38/N(1)B + 27 3B.41/J(1-2)c)[réf. nécessaire]